# Madavaram
Madavaram é uma cidade e um município no distrito de Thiruvallur, no estado indiano de Tamil Nadu.

## Geografia
Madavaram está localizada a 13° 09′ N, 80° 14′ L. Tem uma altitude média de 13 metros (42 pés).

## Demografia
Segundo o censo de 2001,  Madavaram  tinha uma população de 76,793 habitantes. Os indivíduos do sexo masculino constituem 51% da população e os do sexo feminino 49%. Madavaram tem uma taxa de literacia de 76%, superior à média nacional de 59.5%: a literacia no sexo masculino é de 82% e no sexo feminino é de 70%. Em Madavaram, 11% da população está abaixo dos 6 anos de idade.